# Citrinophila vulcanica
Citrinophila vulcanica är en fjärilsart som beskrevs av Schultze 1922. Citrinophila vulcanica ingår i släktet Citrinophila och familjen juvelvingar. Inga underarter finns listade i Catalogue of Life.